# Подгрупа (математика)
Подгрупа групе {\displaystyle G} је непразан скуп {\displaystyle H} који је сам група у односу на бинарну операцију * дефинисану у групи. Другим речима, {\displaystyle H} је подгрупа {\displaystyle G} ако је рестрикција * на {\displaystyle H} операција групе на {\displaystyle H}. Ознака подгрупе {\displaystyle H} групе {\displaystyle G} је {\displaystyle H<G}.
Дефинисана преко хомоморфизма, {\displaystyle H} је подгрупа групе {\displaystyle G} ако и само ако је {\displaystyle H} подскуп од {\displaystyle G} и постоји инклузиони хомоморфизам из {\displaystyle H} у {\displaystyle G}, односно {\displaystyle i(a)=a} за свако {\displaystyle a}.
Права погрупа групе {\displaystyle G} је подгрупа {\displaystyle H}, која је прави подскуп од {\displaystyle G} (т. ј. {\displaystyle H\neq G}). Тривијална подгрупа било које групе је подгрупа {\displaystyle \left\{e\right\}} која се састоји само од неутрала. Ако је {\displaystyle H} подгрупа од {\displaystyle G}, понекад се каже да је {\displaystyle G} надгрупа {\displaystyle H}.

## Основна својства подгрупа
Теорема:
- Непразан подскуп {\displaystyle H} скупа {\displaystyle G} је подгрупа {\displaystyle H} групе {\displaystyle G} ако и само ако је {\displaystyle H} затворена у односу на множење и инвертовање елемената. Затвореност за производе и инверзе подразумева да кад год су {\displaystyle a} и {\displaystyle b} унутар {\displaystyle H}, тада је и {\displaystyle ab} и {\displaystyle a^{-1}} су такође унутар {\displaystyle H}. Ова два услова могу да се споје у један еквивалентан услов: кад год су {\displaystyle a} и {\displaystyle b} унутар {\displaystyle H}, тада је и {\displaystyle ab^{-1}} унутар {\displaystyle H}
- Непразан подскуп {\displaystyle H} скупа {\displaystyle G} је подгрупа {\displaystyle H} групе {\displaystyle G} ако и само ако за свака два елемента {\displaystyle h,h'} из {\displaystyle H}, и елемент {\displaystyle h^{-1}h'} припада {\displaystyle H}.
- Непразан подскуп {\displaystyle H} коначног скупа {\displaystyle G} је подгрупа {\displaystyle H} групе {\displaystyle G} ако и само ако је скуп {\displaystyle H} затворен у односу на множење. У овом случају, сваки елемент {\displaystyle a} из {\displaystyle H} генерише коначну цикличну подгрупу од {\displaystyle H}, и инверз {\displaystyle a} је тада {\displaystyle a^{-1}=a^{n-1}}, где је {\displaystyle n} ред {\displaystyle a}.[1]

### Особине подгрупа
- Неутрал подгрупе је неутрал групе: ако је {\displaystyle G} група са неутралом {\displaystyle e_{G}}, и {\displaystyle H} је подгрупа {\displaystyle G} са неутралом {\displaystyle e_{H}}, тада је {\displaystyle e_{H}=e_{G}}.
- Инверз елемента подгрупе је инверз елемента групе: ако је {\displaystyle H} подгрупа {\displaystyle G}, и {\displaystyle a} и {\displaystyle b} су елементи {\displaystyle H}, такви да {\displaystyle ab=ba=e_{H}}, тада {\displaystyle ab=ba=e_{G}}.
- Пресек подгрупа {\displaystyle A} и {\displaystyle B} групе {\displaystyle G} је такође подгрупа. Унија {\displaystyle A} и {\displaystyle B} је подгрупа ако и само ако или {\displaystyle A} садржи {\displaystyle B} или обратно, јер на пример 2 и 3 су у унији {\displaystyle 2Z} и {\displaystyle 3Z} али њихова сума 5 није.
- Ако је {\displaystyle S} подскуп {\displaystyle G}, тада постоји најмања подгрупа која садржи {\displaystyle S}, која се може наћи узимањем пресека свих подгрупа које садрже {\displaystyle S}; ово се означава као {\displaystyle <S>} и назива се подгрупом генерисаном {\displaystyle S}-ом. Елемент {\displaystyle G} је унутар {\displaystyle <S>} ако и само ако је коначан производ елемената {\displaystyle S} и њихових инверза.
- Сваки елемент {\displaystyle a} групе {\displaystyle G} одређује (генерише) цикличну подгрупу {\displaystyle <a>}. Ако је {\displaystyle <a>} изоморфно са {\displaystyle \mathbb {Z} /n\mathbb {Z} } за неки позитиван цео број {\displaystyle n}, онда је {\displaystyle n} најмањи позитиван цео број за који {\displaystyle a^{n}=e}, и {\displaystyle n} се назива редом {\displaystyle a}. Ако је {\displaystyle <a>} изоморфно са {\displaystyle Z}, тада се каже да је {\displaystyle a} бесконачног реда.

## Пример
Нека је {\displaystyle G} Абелова група чији су елементи
{\displaystyle G=\{0,2,4,6,1,3,5,7\}}
и чија је операција групе сабирање по модулу осам. Њена Кејлијева табела је
| + | 0 | 2 | 4 | 6 | 1 | 3 | 5 | 7 |
| - | - | - | - | - | - | - | - | - |
| 0 | 0 | 2 | 4 | 6 | 1 | 3 | 5 | 7 |
| 2 | 2 | 4 | 6 | 0 | 3 | 5 | 7 | 1 |
| 4 | 4 | 6 | 0 | 2 | 5 | 7 | 1 | 3 |
| 6 | 6 | 0 | 2 | 4 | 7 | 1 | 3 | 5 |
| 1 | 1 | 3 | 5 | 7 | 2 | 4 | 6 | 0 |
| 3 | 3 | 5 | 7 | 1 | 4 | 6 | 0 | 2 |
| 5 | 5 | 7 | 1 | 3 | 6 | 0 | 2 | 4 |
| 7 | 7 | 1 | 3 | 5 | 0 | 2 | 4 | 6 |

Ова група има пар нетривијалних подгрупа: {\displaystyle J=\{0,4\}} и {\displaystyle H=\{0,2,4,6\}}, где је {\displaystyle J} такође подгрупа од {\displaystyle H}. Кајлијева табела за {\displaystyle H} је горњи леви квадрант Кајлијеве табеле за {\displaystyle G}. Група {\displaystyle G} је циклична, па су и њене подгрупе цикличне. Уопштено, подгрупе цикличних група су цикличне..

## Косети и Лагранжова теорема
Ако је дата подгрупа {\displaystyle H} и неко {\displaystyle a} из {\displaystyle G}, дефинишемо леви косет {\displaystyle aH=\{ah:h\in H\}}. Како је {\displaystyle a} инверзибилно, пресликавање {\displaystyle \varphi :H\rightarrow aH} дефинисано као {\displaystyle \varphi (h)=ah} је бијекција. Штавише, сваки елемент из {\displaystyle G} се налази у тачно једном левом косету од {\displaystyle H}; леви косети су класе еквиваленције у односу на релацију еквиваленције {\displaystyle a_{1}\sim a_{2}} ако и само ако је {\displaystyle a_{1}^{-1}a_{2}}  у {\displaystyle H}. Број левих косета {\displaystyle H} се назива индексом {\displaystyle H} у {\displaystyle G}, и означава се са {\displaystyle [G:H]}. 
Лагранжова теорема гласи да за коначну групу {\displaystyle G} и њену подгрупу {\displaystyle H}, 
{\displaystyle [G:H]={o(G) \over o(H)}}
где {\displaystyle {\textrm {red}}(G)} и {\displaystyle {\textrm {red}}(H)} означавају редове {\displaystyle G} и {\displaystyle H}. Ред сваке подгрупе {\displaystyle G} (и ред сваког елемента {\displaystyle G}) обавезно дели {\displaystyle {\textrm {red}}(G)}.
Десни косети су дефинисани аналогно: {\displaystyle Ha=\{ha:h\in H\}}. Они су такође класе еквиваленције за одговарајућу релацију еквиваленције, и њихов ред је једнак {\displaystyle [G:H]}. 
Ако је {\displaystyle aH=Ha} за свако {\displaystyle a} из {\displaystyle G}, тада се каже да је {\displaystyle H} нормална подгрупа. Свака подгрупа индекса 2 је нормална: леви и десни косети су једноставно подгрупа и њен комплемент.